# FU Весов
FU Весов (лат. FU Librae) — двойная затменная переменная звезда (E) в созвездии Весов на расстоянии приблизительно 1300 световых лет (около 399 парсеков) от Солнца. Видимая звёздная величина звезды — от +13,9m до +12,9m. Орбитальный период — около 3,56 суток.